# Parastrellus hesperus
Parastrellus hesperus es una especie de murciélago de la familia Vespertilionidae. Es la única especie del género  Parastrellus.

## Distribución geográfica
Se encuentra en los Estados Unidos y México.